# Maksim Šeleketo
Maksim Petrovič Šeleketo (in russo Максим Петрович Шелекето?; Petrovsk, 4 gennaio 1987) è un cestista russo.

## Palmarès
- Coppa di Russia: 2

UNICS Kazan: 2013-2014
Samara: 2021-2022
- Eurocup: 2

Lokomotiv Kuban: 2012-2013
Chimki: 2014-2015